# Pavel Ivanovič Brjullo
Pavel Ivanovič Brjullo, nato Paul Bruleau (in russo Павел Иванович Брюлло?; Luneburgo, 1760 – San Pietroburgo, 1º gennaio 1833), è stato uno scultore e pittore russo di origine franco-tedesca.

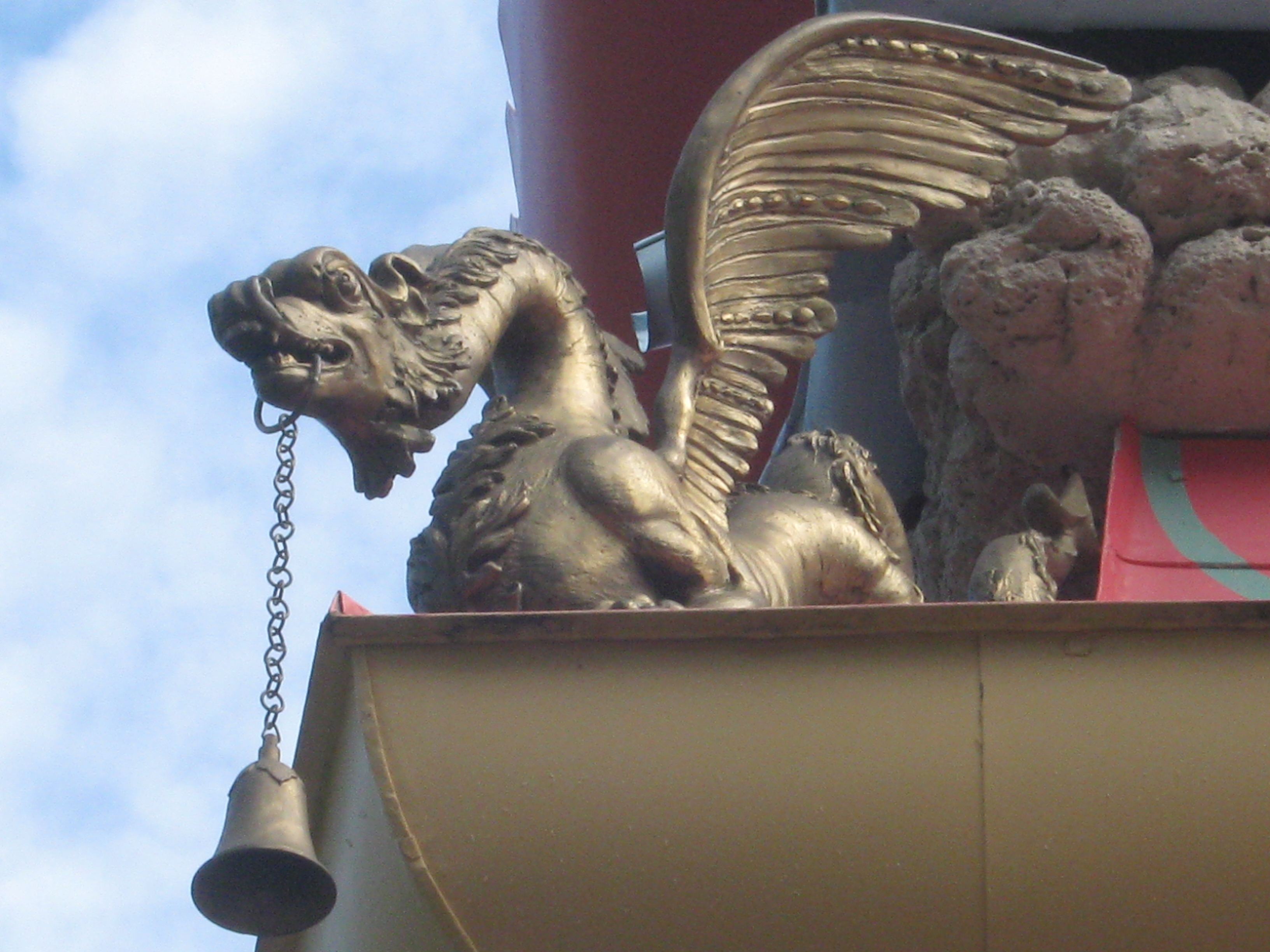
Un drago scolpito da Pavel Brjullo per il chiosco crepitante (1786) di Carskoe Selo.

Anche noto in francese come Paul Brioullo, fu un accademico di primo grado che insegnò l'arte della scultura in legno all'accademia russa di belle arti e fu un pittore di miniature. Fu inoltre il padre di Fëdor Pavlovič Brjullov, Aleksandr Pavlovič Brjullov e Karl Pavlovič Brjullov.

## Biografia
I Brjullov (Bruleau) sono una famiglia di origine francese, protestante (ugonotta), che dopo la revoca dell'editto di Nantes (nel 1685) si installò a Luneburgo, in Germania (allora il Sacro Romano Impero). Da lì, Georges Bruleau partì per stabilirsi in Russia nel 1773, accompagnato dal figlio più giovane e da due nipoti, tra cui Paul Bruleau, che allora aveva tredici anni. Una volta giunti nell'impero russo, il loro cognome fu russificato in Brjullo. Paul studiò con suo nonno Georges e con suo zio, grazie al quale riuscì a migliorare le sue tecniche. Nell'ottobre del 1793, Pavel Brjullo venne ammesso all'accademia russa di belle arti, dove ottenne presto il titolo di accademico.
Nell'ottobre del 1793, Pavel Brjullo venne nominato professore per la formazione della classe di scultura, doratura e laccatura dell'accademia di belle arti con uno stipendio di duecento rubli all'anno e un appartamento dove risiedere. L'anno successivo, Brjullo ricevette il titolo di accademico della scultura ornamentale in legno per le opere da lui realizzate. Nel 1799, lasciò il servizio dell'accademia, anche se questa continuò ad affidargli degli incarichi, in quanto si occupò delle decorazioni di alcune chiese.

### Famiglia
Pavel Ivanovič Brjullo si sposò due volte: con la sua prima moglie, la giovane Krautvedel', ebbe un figlio (Fëdor Pavlovič Brjullov); dal suo secondo matrimonio con Marija Elizaveta Fëdorovna Šreder (Marie-Élisabeth Chreder) nacquero quattro figli (Aleksandr Pavlovič Brjullov, Karl Pavlovič Brjullov, Ivan e Pavel) e due figlie (Julija e Marija). Anche Aleksandr Brjullov ebbe un figlio di nome Pavel Brjullov (1840-1914). L'atmosfera che regnava nella casa di famiglia era del tutto lavorativa: Karl Brjullov testimonia che suo padre non rimaneva mai in ozio ed era sempre impegnato.

### Russificazione di Bruleau
Nel 1822, i figli di Pavel Ivanovič Brjullo, Aleksandr Brjullov e Karl Brjullov, furono invitati a diventare dei pensionari della società imperiale per l'incoraggiamento delle belle arti per quattro anni. Il 16 agosto del 1822, essi lasciarono San Pietroburgo e si recarono dapprima per la Germania, poi nel 1823 in Italia, dove si stabilirono a Roma. Prima della loro partenza dalla Russia, il cognome del due fratelli, che fino ad allora era stato Brjullo o Bruleau, venne cambiato ufficialmente con l'aggiunta delle lettere cirilliche "въ", ossia v nella traslitterazione scientifica ("ъ" è caduto in disuso), e divenne Brjullov invece di Brjullo.